# Katharina Lips
Katharina Lips (* ca. um 1625; † unbekannt), Ehefrau des Schulmeisters Dietrich Lips in Betziesdorf, war ein Opfer der Hexenverfolgungen unter der Landgräfin Hedwig Sophie von Brandenburg in Betziesdorf von 1671 bis 1674. Katharina Lips hatte eine verheiratete Tochter und eine 18-jährige Enkeltochter Anna (Enichen/Ännchen) Schnabel. Beim Beruf ihres Ehemanns wird neben Schulmeister auch „Opfermann“ angegeben (Küster und Organist).

## Politische Zeitumstände der Betziesdorfer Hexenprozesse
In der Endphase ihrer Regentschaft, die geprägt war von politischen Spannungen und kriegerischen Ereignissen, verlor die Landgräfin Hedwig Sophie von Brandenburg zwei ihrer Söhne durch Tod. Sie versuchte den Zeitpunkt hinauszuzögern, zu dem ihr Sohn Karl die Regentschaft übernahm, was zu erheblichen Spannungen zwischen beiden führte, bis sie ihm schließlich die Regierungsgeschäfte übergab. In dieser Endphase ihrer Regentschaft 1670 bis 1675 ließ die Landgräfin Hexenprozesse durchführen. Davon waren auch die Bewohner von Betziesdorf betroffen.

## Leben und Leiden von Katharina Lips
1671 beschuldigte eine Frau aus Schönbach im Amt Kirchhain in einem Hexenprozess unter der Folter Katharina Lips und weitere Frauen der Teilnahme am Hexensabbat. 1672 wurde Katharina Lips in das Gefängnis nach Marburg (wohl der Hexenturm) überstellt. Zeugen wie der Schultheiß Johann Schmitt aus Bürgeln sagten bei ihrer Vernehmung, sie wüssten vom Hörensagen, dass die Lips eine Hexe sei. Andere beschuldigten sie des Schadenzaubers und Tötens von Kindern und Vieh. Sogar ein naher Verwandter hielt Katharina Lips für eine Hexe, und ihr eigener Schwiegersohn meinte, man könne ihr zwar nichts Böses nachsagen, aber sie sei allgemein als Hexe bekannt. Diese Anschuldigungen wurden Katharina Lips im „Gütlichen Verhör“ vorgehalten.
Katharina Lips bestritt alles hartnäckig. Der Fiskal forderte am 3. Februar 1672, das halsstarrige Leugnen der Lips müsse durch die Tortur gebrochen werden. Die Juristenfakultät in Marburg erkannte auf Anwendung der Folter, und am 6. April 1672 wurde Katharina Lips in der Folterkammer „befragt“. Das Protokoll der Folter durch den Scharfrichter Meister Christoffel ist sehr bekannt geworden und wird unten auszugsweise aufgeführt. Wie das Protokoll ausweist, antwortete Katharina auf die meisten Fragen verneinend („Negat“, „nescit“). Katharina Lips blieb trotz schlimmster Foltern bei ihrem Bekenntnis zu Gott und bestritt, sich mit dem Teufel eingelassen zu haben. Am 30. Mai 1672 wurde sie gegen Urfehde und Kaution freigelassen, musste aber die Kosten ihres Verfahrens tragen.
Nach ihrer Freilassung berichtete der Schultheiß zu Schönstadt von neuen Vorwürfen gegen Katharina Lips. Unter anderem wurde behauptet, sie sei mit ihrer Enkelin Anna Schnabel auf dem Hexentanz gewesen. Katharina Lips beschwerte sich bei der Landgräfin Sophie und bat um Erlass der Prozesskosten. Der Oberschultheiß strengte eine erneute Untersuchung gegen Katharina Lips an. Der Schulmeister von Betziesdorf, Dietrich Lips, wollte nach diesen Vorfällen seine Frau nicht mehr bei sich aufnehmen und wurde daher verpflichtet, „sie zu alimentieren.“

## Hexenprozess gegen Anna Schnabel

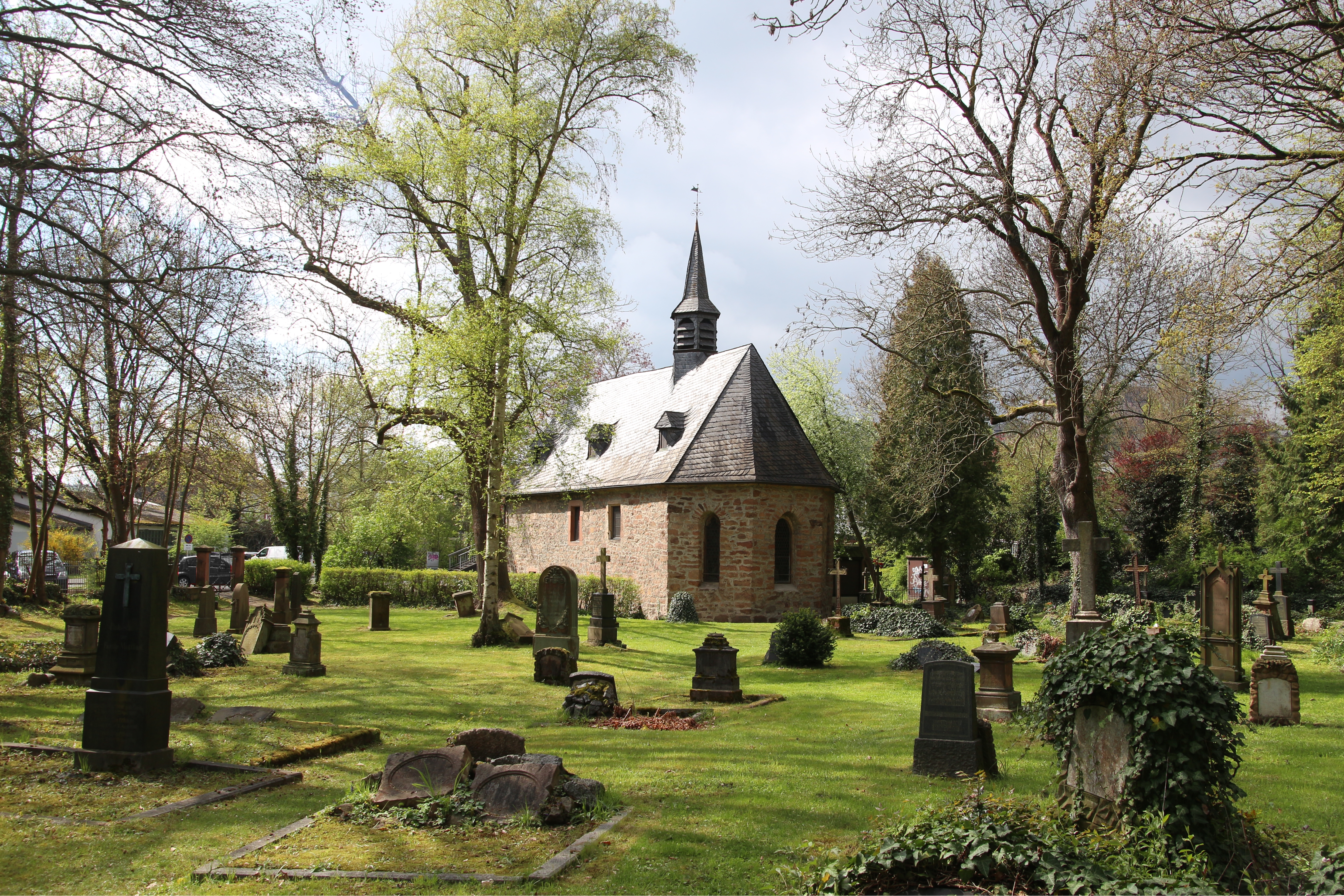
Ehemalige Siechenkapelle St. Jost mit Friedhof

1673 begann ein Hexenprozess gegen die 17-jährige Enkelin von Katharina Lips, Anna Schnabel aus Betziesdorf. Das Gericht entschied, Anna Schnabel am 19. Oktober 1673 in der Tortur zu befragen. In der Folterkammer gestand Anna den Teufelspakt. Ihre Großmutter habe sie zum Zaubern verführt. Im Urteil vom 19. März 1674 wurde Anna Schnabel zum Tod durch das Schwert verurteilt. Schon vor der Vollstreckung des Urteils hatte sich die medizinische Fakultät der Universität Marburg bei der Landgräfin Hedwig-Sophie um Aushändigung von Annas Leichnam zu „exercitio anatomico“, also für anatomische Studien beworben. Der Vizekanzler und die Räte stellten der Landgräfin jedoch anheim, die Übergabe des Leichnams an die Eltern zu deren Trost zu gestatten, da die 18-Jährige in ihrer Kindheit verführt worden sei.
Über die letzten Stunden der Enichen (Anna) Schnabel vermerkte das Marburger Historienbüchlein aus der Mitte des 19. Jahrhunderts: sie wurde am 8. Mai 1674 vom Schloss herab durch die Stadt geführt, hingerichtet und auf dem Totenhofe bei St. Jost vor Weidenhausen (Marburg) beerdigt. Die alte Siechenkapelle St. Jost liegt östlich von Weidenhausen am alten Weidenhäuser Friedhof.

## Erneute Verhaftung von Katharina Lips
Aufgrund der Beschuldigungen durch ihre Enkelin wurde Katharina Lips wieder inhaftiert und am 4. November 1673 in Marburg erneut den härtesten Folterqualen unterworfen. Sie wurde viermal aufgezogen, sechzehnmal wurden die Schrauben der Spanischen Stiefel so weit geschraubt, wie es nur möglich war, und da sie wiederholt vor Schmerzen in Starrkrampf verfiel, wurde ihr mit Werkzeugen der Mund aufgebrochen, damit sie bekennen sollte. Doch Katharina Lips bewies eine unglaubliche Glaubensstärke, betete während der Folter zu Gott und bestritt, sich dem Teufel ergeben zu haben. Durch ihre Standhaftigkeit gelang es ihr, keine anderen Personen in Verdacht und in Hexenverfahren zu bringen.
Der Bericht der Räte mit dem Torturprotokoll an die Landgräfin Hedwig Sophie vom 19. November 1673 verzeichnete schreckliche Qualen – Katharina Lips habe bald „wie ein Hund gebollen, bald wie ein Jaulen sich hören lassen, auch das Maul verschiedene Mahle so fest zugethan, dass man ihr solches mit Instrumenten uffbrechen müssen“. Die Peinlichen Richter schlossen aus ihrer Standhaftigkeit lediglich, dass solches nicht natürlich zugegangen sei. Eine nochmalige Folter wurde aber nicht gestattet.
Hedwig Sophie, als Witwe des 1663 verstorbenen Landgrafen Wilhelms VI. Regentin der Landgrafschaft Hessen-Kassel, ordnete aufgrund dieses Folterprotokolls an, dass in dergleichen „Hexerey-Process mit sonderbarer circumspection (= Sorgsamkeit) und Behutsamkeit“ verfahren werden solle. Am 20. Januar 1674 hob die Landgräfin das Überstehen der harten und ungewöhnlichen Tortur bei Katharina Lips hervor. Dennoch wurde sie von der Landgräfin „... zu wohlverdienter Strafe und anderen zu abscheulichem und abschreckendem Exempel ...“ aus dem Fürstentum verwiesen. Von diesem Zeitpunkt ab verringerte sich die Zahl der Hexenprozesse zusehends.
1674 wandte sich der Oberschultheiß wegen der Gebühren für die Verbrennung bzw. Hinrichtung der wegen Hexerei Beschuldigten Schnabel, Möller und Staudinger an die Regierung. Diese befahl, den Scharfrichter aus dem Vermögen der hingerichteten Frauen zu bezahlen.
Die Hexenverfolgungen in Betziesdorf gingen weiter. Noch 1682 stand Anna Katharina Wolff, die Ehefrau des Schulmeisters und Opfermannes aus Betziesdorf, auf Grund der Anzeigen des Pfarrers Schott aus Betziesdorf und des Schultheißen Schädla aus Schönstadt unter der Anklage der Zauberei.

## Folter-Protokoll der Katharina Lips
(StA Marburg Bestand 260/530 – Auszug, in heutige Sprache übertragen)
Hierauf ist ihr nochmals das Urteil vorgelesen worden und erinnert worden, die Wahrheit zu sagen. Sie ist aber beständig bei dem Leugnen geblieben, hat sich selber herzhaft und willig ausgezogen, worauf sie der Scharfrichter mit den Händen angeseilt, hat wieder abgeseilt, peinlich Beklagtin hat gerufen: ,O wehe! O wehe!' Ist wieder angeseilt, hat laut gerufen: ,O wehe! O wehe! Herr im Himmel! Komme zu Hilfe!' Die Zehen sind angeseilt worden, hat um Rache gerufen und ihre Arme brechen ihr. Die spanischen Stiefel sind ihr aufgesetzt, die Schraube auf dem rechten Bein ist zugeschraubt, ihr ist zugeredet worden, die Wahrheit zu sagen. Sie hat aber darauf nicht geantwortet. Die Schraube auf dem linken Bein auch zugeschraubt. Sie hat gerufen, sie kenne und wüsste nichts, hat gerufen, sie wüsste nichts, hat um das Jüngste Gericht gebeten, sie wüsste ja nichts, hat sacht in sich geredet, sie wüsste und kenne nichts. Die linke Schraube gewendet. Peinlich Befragte ist aufgezogen, sie hat gerufen: ,Du lieber Herr Christ, komme mir zu Hilfe!' Sie kenne und wüsste nichts, wenn man sie schon ganz tot arbeite. Ist höher aufgezogen, ist still worden und hat gesagt, sie wäre keine Hexe. Die Schraube auf dem rechten Bein zugeschraubt, worauf sie ,O wehe!' gerufen. Es ist ihr zugeredet worden, die Wahrheit zu sagen. Sie ist aber dabei blieben, dass sie nichts wüsste, ist wieder niedergesetzt worden, die Schrauben sind wieder zugeschraubt, hat geschrien: ,O wehe! O wehe!' Wieder zugeschraubt auf dem rechten Bein, ist stille worden und hat nichts antworten wollen, zugeschraubt, hat laut gerufen, wieder stille worden und gesagt, sie kenne und wüsste nichts. Nochmals aufgezogen, sie gerufen: ,O wehe! O wehe!' ist aber bald ganz stille worden. Ist wieder niedergesetzt und ganz stille blieben, die Schrauben aufgeschraubt. Es ist ihr vielseitig zugeredet worden, sie ist dabei blieben, dass sie nichts kenne und wüsste. Die Schrauben höher und zugeschraubt, sie laut gerufen und geschrien, ihre Mutter unter der Erde sollte ihr zu Hilfe kommen. Ist bald ganz still worden und hat nichts reden wollen. Härter zugeschraubt, worauf sie angefangen zu kreischen und gerufen, sie wüsste nichts. An beiden Beinen die Schrauben höher gesetzt, daran geklopft, sie gerufen: ,Meine liebe Mutter unter der Erde, o Jesu, komm mir zu Hilfe!' Am linken Bein zugeschraubt, sie gerufen und gesagt, sie wäre keine Hexe, das wüsste der liebe Gott, es wären lauter Lügen, die von ihr geredet worden. Die Schraube am rechten Bein härter zugeschraubt, sie anfangen zu rufen, aber stracks wieder ganz stille worden. Hierauf ist sie herausgeführt worden von dem Meister, um ihr die Haare vom Kopf zu machen. Darauf er, der Meister, kommen und referiert, dass er das Stigma gefunden, in welches er eine Nadel übers Glied tief gestochen, welches sie nicht gefühlt, auch kein Blut herausgegangen. Nachdem ihr die Haare abgeschoren, ist sie wieder angeseilt worden an Händen und Füssen, abermals aufgezogen, da sie geklagt und gesagt, sie müsste nun ihr liebes Brot heischen, hat laut gerufen, ist wieder ganz stille worden, ....
(gez.) J. Jacob Blanckenheim, (gez.) Friderich Bauod, (gez.) J. Hirschfeld. (gez.) M.F. Rang.